# Tangara à cimier roux
Creurgops verticalis
Espèce
Statut de conservation UICN

 LC  : Préoccupation mineure
Le Tangara à cimier roux (Creurgops verticalis) est une espèce de passereaux appartenant à la famille des Thraupidae.

## Répartition
On le trouve en Colombie, en Équateur, au Pérou et au Venezuela.

## Habitat
Il vit dans les forêts humides subtropicales ou tropicales d'altitude.